# Pinus radiata
Pinus radiata (sin. Pinus insignis), llamado pino insigne, pino de Monterrey o pino de California  es una especie arbórea perteneciente a la familia de las pináceas, originaria del suroeste de los Estados Unidos, principalmente California.

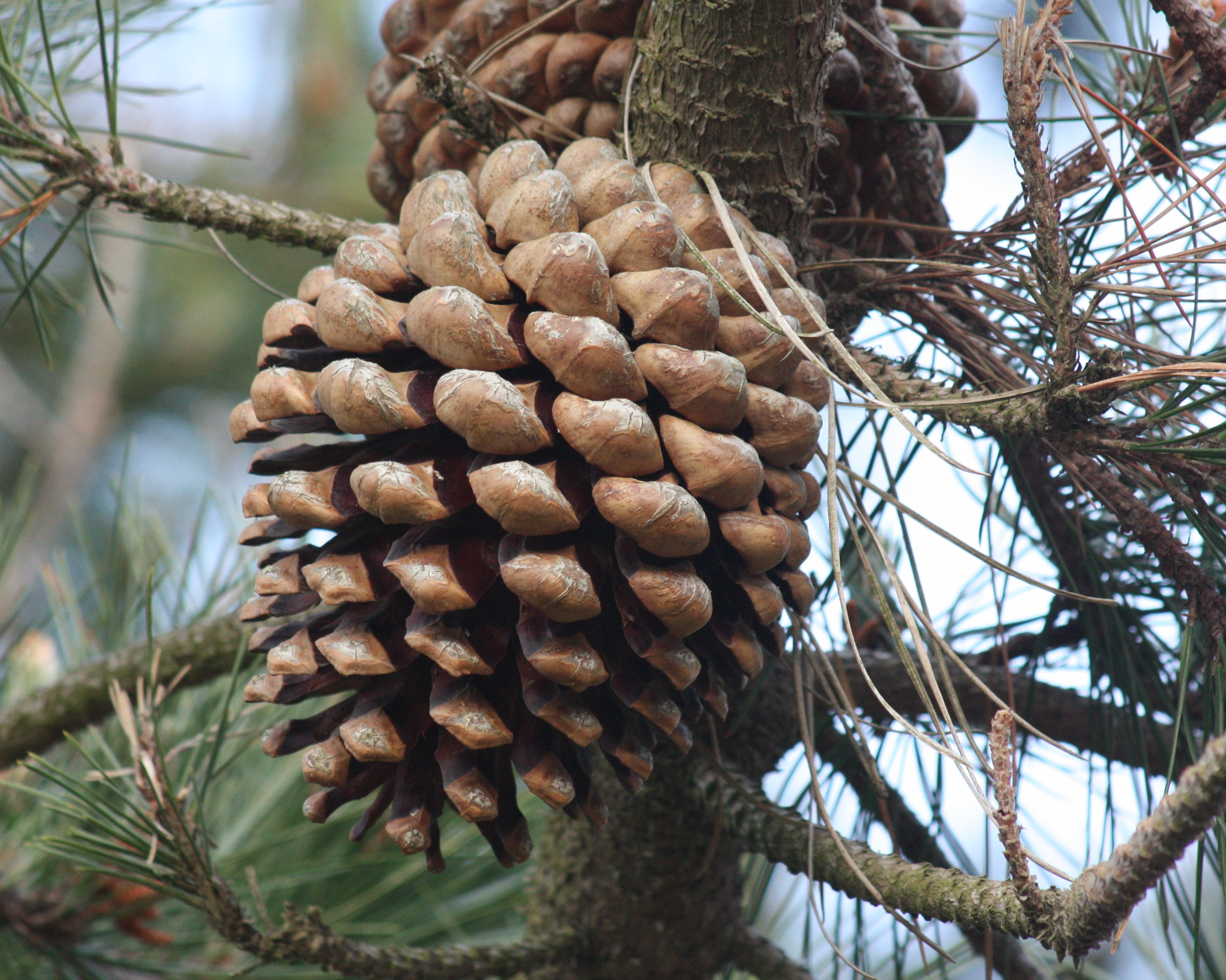
Conos.

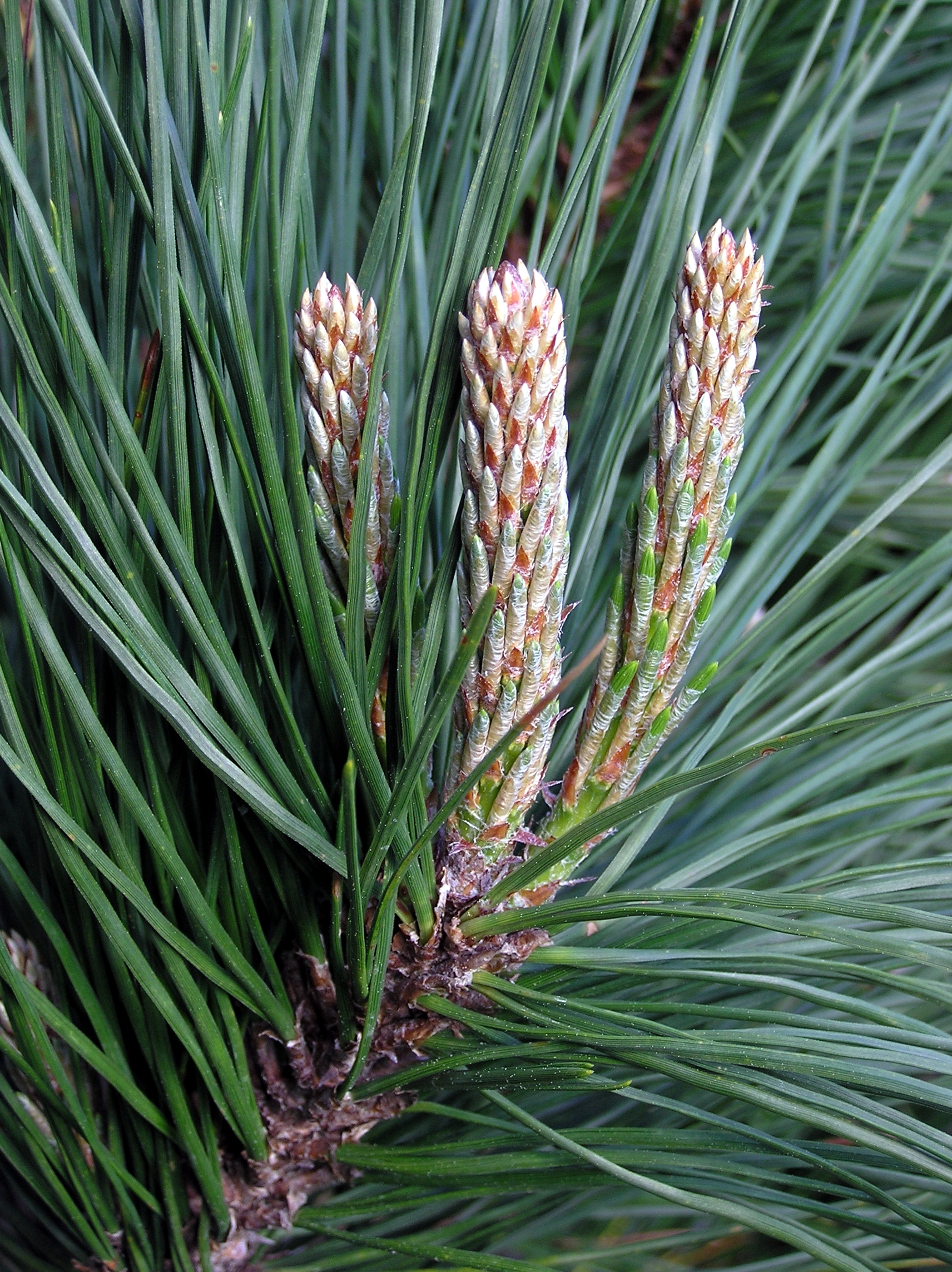
Detalle de las hojas.

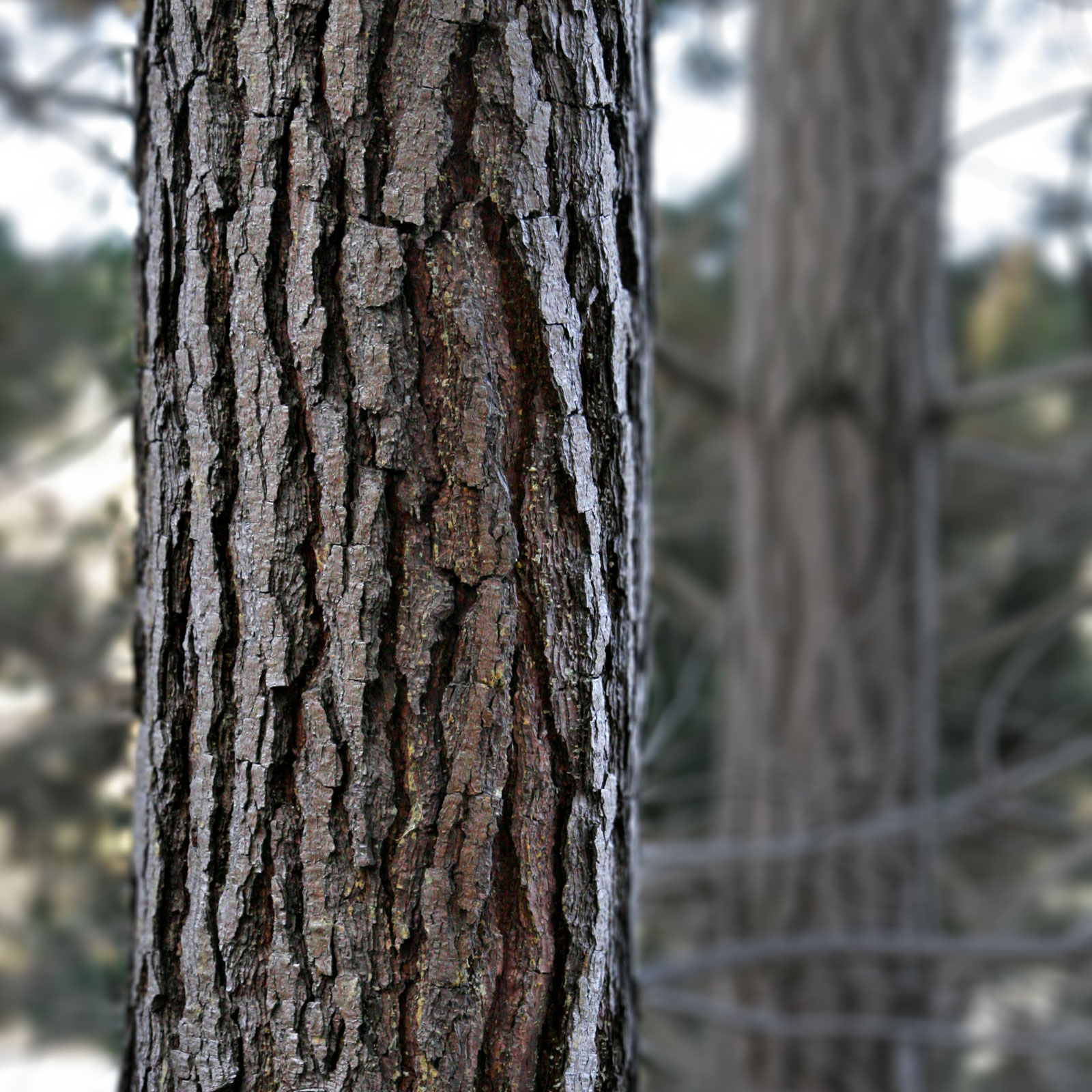
Tronco.

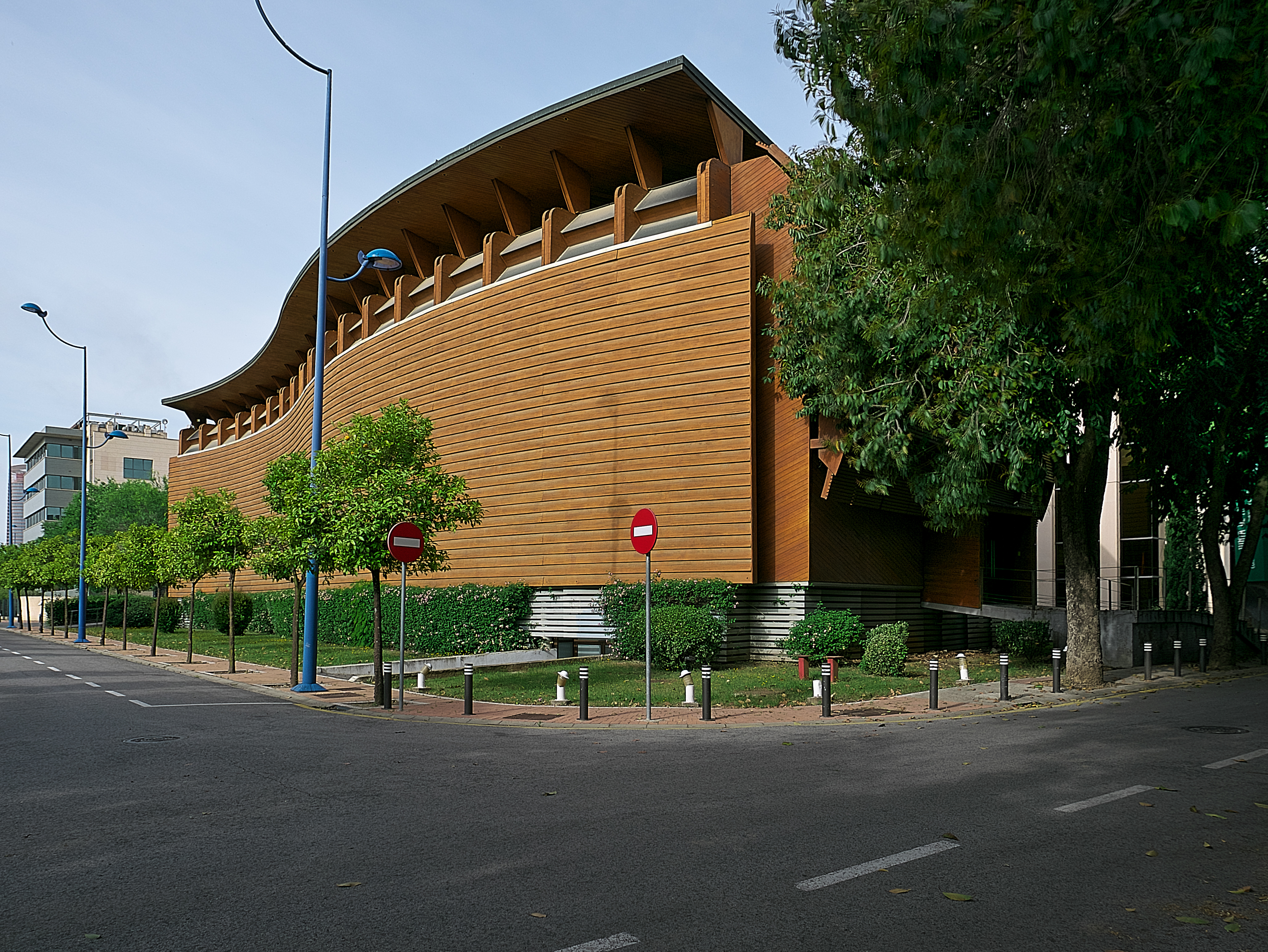
Pabellón de Chile en la Expo 92, construido con madera de pinus radiata

## Características
Es un árbol de talla media, de aproximadamente 45 metros de altura. Su crecimiento es rápido en los primeros años, su tronco puede alcanzar un diámetro de más de 50 cm en 20 años. Posteriormente su crecimiento se ralentiza. Posee una copa piramidal en su juventud y aplanada o abovedada en su madurez, con ramas inferiores extendidas. Tiene el tronco recto, cubierto por una corteza gruesa y resquebrajada, de color pardo-rojizo. Las hojas de los braquiblastos son agujas son de unos 15 cm de longitud, agrupadas de tres en tres. Fructifica en estróbilos, ovoides de 7-14 cm de longitud y a menudo agrupados en verticilos de hasta cinco. Los escudetes que reciben mayor insolación son prominentes y ganchudos. Los orientados hacia la sombra son casi planos. Manifiestan una acusada serotinia, por lo que las ramas de los árboles adultos mantienen numerosas piñas cerradas.

## Distribución y hábitat
Pinus radiata es endémico en una pequeña región disjunta situada en la costa oeste de Norteamérica,  en los condados de Monterey, San Luis Obispo y Santa Cruz en California, y las islas mexicanas de Guadalupe y Cedros, pero debido a su utilidad como árbol maderero, actualmente se cultiva en regiones muy alejadas de su área silvestre. Se desarrolla en casi cualquier suelo pero prefiere suelos silíceos profundos. Necesita climas húmedos, templados o cálidos, puesto que no soporta inviernos muy fríos pero soporta hasta temperaturas ocasionales de hasta -12 °C . En cuanto a las precipitaciones el óptimo para la especie es de 800 a 1700 mm anuales, por otro lado puede tolerar hasta 4 meses de sequía estival. 
Se ha introducido en Europa, Nueva Zelanda, sudoeste de Australia, Chile, Brasil, Colombia y Sudáfrica. Las mayores plantaciones están en Chile y Nueva Zelanda, donde estas exceden el 60 % de la superficie total de plantación.

## Usos
Es una especie de gran interés para la industria por la calidad de su madera y su rápido crecimiento, que hace que su cultivo comience a dar beneficios en pocos años.
Su madera es muy versátil y se destina para diferentes fines, entre los que destacan los tableros alistonados macizos, muy apreciados en carpintería; también la pasta de papel, tableros contrachapados, madera aserrada y la fabricación de paneles de aglomerado. Se cultiva en muchos países para hacer repoblaciones, principalmente por la rapidez de su crecimiento.
Con frecuencia se utiliza como cortavientos.

## Plantaciones foráneas

### España
En la península ibérica desde el siglo XIX se han ido introduciendo sobre todo en la zona norte con el fin de aprovechar su madera para la fabricación de pasta de papel y para labores de entibamiento en minas de carbón. Se encuentra en zonas de baja altitud de las comunidades autónomas de Galicia, Asturias, Cantabria, Castilla y León y el País Vasco, y excepcionalmente en algunas zonas de Andalucía, como Málaga, Cádiz y Sierra Morena. En las islas Canarias fue introducido en los años 1940-50.
De todas las regiones españolas donde se cultiva destaca especialmente el País Vasco, que acumula el 47.56 % de los pinares de esta especie en España, siendo la especie forestal más común del territorio y elemento paisajístico característico de los montes vascos. 
El 13 % de la madera que se corta anualmente en España es de pino radiata.

### Chile
En Chile fue introducido el año 1888 por Arturo Junge Sahr en la ciudad de Concepción, a partir de semillas encargadas al vivero alemán G. Porzel en Erfurt. Al encontrar un rápido crecimiento, se fue popularizando y hoy es uno de los monocultivos arbóreos con mayor superficie plantadas en el país, dando origen a una industria forestal que hoy en día tiene un aporte anual del 2,8% del producto interno bruto (PIB).
Sin embargo, la industria forestal, basada principalmente en monocultivos de Pinus radiata, ha tenido importantes consecuencias ambientales. Si bien en un inicio las plantaciones forestales se establecieron en lugares degradados por la agricultura, posteriormente fueron plantadas en lugares donde reemplazó al bosque nativo. Cabe destacar que según el Catastro Vegetacional de Conaf revisión 2017 el bosque nativo en Chile posee 14 millones de hectáreas y las plantaciones forestales de exóticas 3 millones. En el sector donde se ubica la gran mayoría de las plantaciones es entre la Región de O´Higgins y la Región de los Ríos, donde la superficie de bosque nativo llega a 3,5 millones y las plantaciones a 3 millones de hectáreas aproximadamente.
La expansión de este tipo de plantaciones forestales fue estimulada principalmente por la elaboración del Decreto Ley 701, creado durante la dictadura de Augusto Pinochet con el objetivo de expandir la industria forestal hacia un modelo exportador de materias primas. Posteriormente, este decreto se modificó en 1998, prorrogándose por 15 años más durante el mandato del presidente Eduardo Frei (ley 19.561). El DL 701 consideraba bonificaciones para todo tipo de propietarios forestales por la plantación de árboles en terrenos de aptitud forestal que no contaran con bosque, fuera por deforestación antigua o reciente, inclusive la que se hacía con el fin de acogerse a los beneficios de esta ley.

### Australia
P. radiata es la especie arbórea de plantación dominante en Australia, ocasionando una importante pérdida del hábitat nativo de vida silvestre. En las Montañas Azules (Nueva Gales del Sur), la especie es considerada como una mala hierba y se alienta su retirada.
También es la especie más común de Árbol de Navidad.

## Taxonomía
Pinus radiata fue descrita por David Don y publicado en Transactions of the Linnean Society of London 17: 442. 1836.
Etimología
Pinus: nombre genérico dado en latín al pino.
radiata: epíteto latino que significa "radial, con rayos".
Sinonimia
- Pinus adunca Bosc. ex Poir.
- Pinus californica Loisel.
- Pinus insignis Douglas ex Loudon
- Pinus insignis var. laevigata Lemmon
- Pinus insignis var. macrocarpa Hartw. ex Carrière
- Pinus montereyensis Rauch. ex Gordon
- Pinus rigida Hook. & Arn.
- Pinus sinclairii Hook. & Arn.
- Pinus tuberculata D.Don[10][11]

## Nombres
La especie es conocida por los siguientes nombres comunes:
- Pino, pino de Monterrey, pino insigne, pino insignis, pino radiata, pino candelabro, pino volador.[12]

## Biometría
- Modelo de ahusamiento para Pinus radiata